# Reginald Crummack
Reginald William Crummack (ur. 16 lutego 1887 w Salford, zm. 25 października 1966 w Stockport) – brytyjski hokeista na trawie. Na igrzyskach olimpijskich w Antwerpii 1920 wraz z drużyną zdobył złoty medal. Był zawodnikiem rezerwowym i nie wystąpił w żadnym meczu.